# Markersdorf (Sachsen)

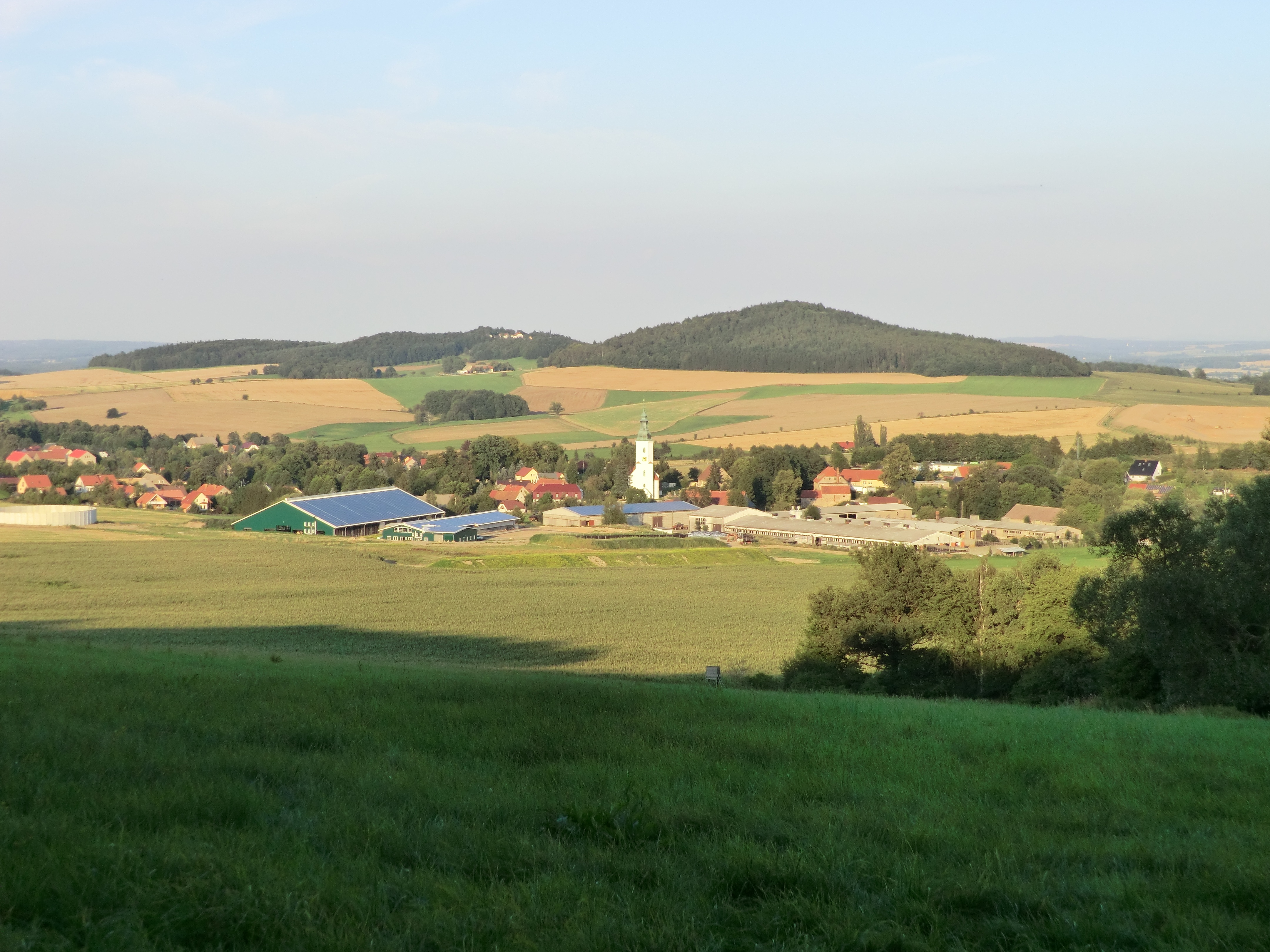
Blick über Markersdorf

Markersdorf (obersorbisch Markoćicy) ist eine sächsische Gemeinde im Landkreis Görlitz.

## Geographie
Die Gemeinde Markersdorf liegt im mittleren Teil des Landkreises. Sie grenzt im Osten an die Kreisstadt Görlitz und liegt unterhalb der Landeskrone, die die Landschaft dominiert. Markersdorf wird vom Weißen Schöps durchflossen.

## Geologie
Alle Dörfer der Gemeinde Markersdorf liegen in der östlichen Oberlausitz, deren Oberfläche aus Schotterterrassen, einem Granitsockel und den herausragenden Basalt- oder Phonolithkuppen bestehen. Die fruchtbaren Talauen sind oft im Granit eingebettet. Die Landschaft wird vom Lauf des Weißen Schöps und seines Laufes von Süd nach Nord geprägt. In gleicher Richtung bildet ein Höhenzug im Osten die Wasserscheide. Durch sie werden die Einzugsgebiete der Neiße und der Spree getrennt. Diese Wasserscheide läuft über die Jauernicker Berge, die Landeskrone, den Flugplatz in Görlitz und die Galgenberge bei Ludwigsdorf. Die Kämpferberge mit einer Höhe von 405 m sowie die aus Granit bestehenden Königshainer Berge begrenzen das Flussgebiet des Weißen Schöps. Reste einer Ziegelei hinter der Bahnlinie von Markersdorf weisen darauf hin, dass es hier Rohstoffe gegeben hat und zum Teil noch gibt, welche die Ziegeleiherstellung ermöglicht hatten. Insbesondere in Markersdorf waren das Vorräte an Lehm, bzw. an zersetzter Grauwacke. Rund um Görlitz gab es mehrere Ziegelein, eine davon eben in Markersdorf. Von 1768 bis 1800 baute man in Markersdorf aus drei Schächten Eisen ab. Die Förderung wurde aber nach 12 Jahren wieder eingestellt, denn der Eisengehalt war ziemlich gering und der Transport des Erzes zur Schmelze in die Heide mit der dortigen Holzkohle zu weit.

### Klima und Boden
Markersdorf mit seinen Ortsteilen liegt in der feuchtgemäßigten Zone, die ausgeprägtes Übergangsklima aufweist. Das Jahresmittel der Temperatur schwankt um 8 °C. Das Januarmittel liegt nur wenig unter 0 °C und das Julimittel bei ca. 18 °C. Die Niederschlagsmengen liegen im langjährigen Mittel bei 700 mm. Der Normalwert des Luftdruckes beträgt bei einer Höhenlage vom 200 m über NN 742 mm. Die Winter sind etwas milder als nach der Breitenlage (51,9 n. Br.) zu erwarten (auf gleicher Breitenlage liegen u. a. auch Sachalin, Irkutsk, Kiew). Die Windrichtungen herrschen meist aus West-Südwest und Nordwest vor, davon werden die milden Winter bestimmt.
Der Boden hat sich wegen der Temperaturschwankungen in diesem Klima aus Verwitterung gebildet. Dazu spielen die vorhandenen Säuremengen, Pflanzen, Tiere und schließlich der Mensch eine wesentliche Rolle. So ist der im Untergrund z. T. schon gelockerte Granit wegen der Eisenbestandteile verfärbt. Das Grundwasser ist eisen- und manganhaltig. Leider kamen durch intensive Düngung schädliche Nitrate in das Wasser (Stickstoff).

## Gemeindegliederung
Die heutige Großgemeinde Markersdorf entstand am 1. Januar 1994, als sich die Gemeinden Markersdorf, Deutsch-Paulsdorf (sorbisch: Němske Pawlice), Friedersdorf, Gersdorf, Holtendorf, Jauernick-Buschbach (Jawernik-Nechow) und Pfaffendorf im Zuge der sächsischen Gemeindereform zusammenschlossen. Die ehemaligen sieben Gemeinden existieren weiterhin als gleichberechtigte Ortsteile innerhalb der Gemeinde, was durch das Wappen symbolisiert werden soll – sieben gleiche Blätter an einem Baum.

## Geschichte

### Frühgeschichte
Menschliche Spuren lassen sich in der näheren Umgebung von Markersdorf für die mittlere Steinzeit, etwa von 12000 bis 3000 v. Chr., nachweisen. Bei Ausgrabungen und bei Feldbearbeitungen wurden Feuersteinabschläge, Keulenköpfe und Walzenbeile gefunden. Die Funde konzentrieren sich auf die Orte Niesky, Weißwasser und Görlitz, also Orte, die in der Nähe von Markersdorf liegen.
1360 wird die Gemeinde Markersdorf erstmals urkundlich in einer Stiftungsurkunde im Görlitzer Stadtbuch erwähnt. Markersdorf wurde wahrscheinlich nach dem Ortsgründer „Markwart“ benannt.
Schon um das Jahr 980 soll in Jauernick die erste Kirche errichtet worden sein, wobei sich das Dorf zu einem Wallfahrtsort entwickelt haben muss. Um die Mitte des 13. Jahrhunderts vollzog sich ein Besitzwechsel, da der böhmische König Wenzel I. (Premysl) als damaliger Landesherr der Oberlausitz am 15. Juni 1242 Jauernick dem Kloster St. Marienthal übereignete. Als einer der königlichen Bürgen zur Beurkundung der Übereignung fungierte Hertwicus de Sprewemberch. Markersdorf selbst wurde etwa 1150 als Waldhufendorf angelegt. Der Ort wurde in ältester uns bekannter Zeit von einem Herrn von Gersdorf beherrscht. Dessen Sohn Jonas verkaufte am 6. Februar 1394 die nördlich des Weißen Schöps gelegene Dorfhälfte an die Äbtissin Euphemia des Klosters Marienthal. Dieser Ortsteil erhielt daraufhin den Namen Klosteranteil und blieb bis 1856 in Besitz des Zinserzienser-Klosters. Jonas verkaufte auch noch ein weiteres Stück des Dorfes an das Jakobshospital in Görlitz, das sich seinerzeit etwa auf der Höhe des Wilhelmsplatzes in Görlitz befand. Der Rest des nördlich vom Weißen Schöps gelegenen Dorfes wurde später durch den Ritter von Gersdorf an den Rat der Stadt Görlitz verkauft. Der Kaufmann Barthel Hirschberg erwarb wiederum 1451 das Dorf von der Stadt Görlitz für 436 Görlitzer Mark. Die Grundherren wechselten durch An- und Verkäufe, die stets einen einträglichen Gewinn erbrachten.

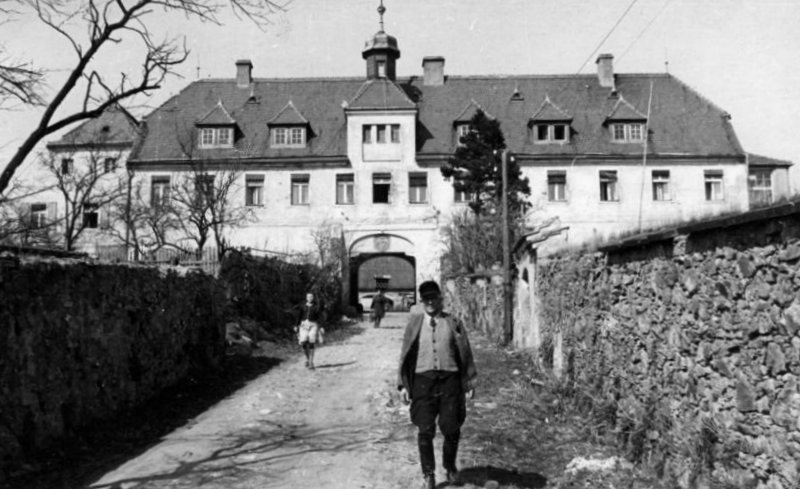
Holtendorf, ehemaliges Herrenhaus, Aufnahme von 1949

Zu den Grundherren gehörten unter anderem:
1394 Kloster Marienthal
1430 Nickel von Gersdorf
1450 Friedrich Rossendorf (Rat in Görlitz)
1451 Bartolomäus Hirschberg (Görlitzer Kaufmann)
1573 von Schachmann
1606 von Warnsdorf
1615 von Salza
1675 von Ziegler und Klipphausen.
Zur Unterhaltung der Kirche in Markersdorf diente das Pfarrlehn, das Widemut genannt wurde. Das Lehen umfasste etwa 50 ha (200 Morgen). Der Pfarrer war zugleich Grund- und Lehnsherr dieses Besitzes und hatte zwei Bauern, acht Gärtner und einen Häusler als Gesindepersonal unter sich. Jedes der fünf Dorfteile besaß zudem ein eigenes örtliches Dorfgericht, das örtliche Streitigkeiten zu klären hatte. So forderte z. B. 1606 der damalige Besitzer Hans von Warnsdorf von den Widemutleuten den Handschlag (so wurde die Erbhuldigung genannt). Der Widemutbauer Caspar Schneider verkaufte im gleichen Jahr seinem Sohn Georg die Wirtschaft. Caspar zahlte das Abzugsgeld (Laudemium) an den Pfarrer als den obersten Herrn von Widemut. Daraufhin ließ Hans von Warnsdorf den Georg Schneider ins Gefängnis werfen und nahm ihm zwei Pferde und eine Kuh ab. Denn schließlich war er der Herr des gesamten Dorfes. An diesem Beispiel wird deutlich, welche erbitterten Kämpfe damals unter den „Feudalherren“ des Gutes ausgetragen wurden. Seit 1420 war die Oberlausitz an den Hussitenkriegen beteiligt. Auch Markersdorf war davon betroffen. So mussten nach Hinweisen aus einer Chronik 38 Markersdorfer Bauern zur Verteidigung der Stadt Görlitz einrücken. Der Klosteranteil hatte 18 Mann zu stellen, der Dorfteil des Ritters von Gersdorf 15 und der Hospitalanteil 5 Mann. Die Reste der Barbarakapelle im Ort sind noch Zeugen dieser Auseinandersetzungen jener Zeit.

### Dreißigjähriger Krieg
Im Jahre 1995 wurde eine Dorfchronik des Markersdorfer Schmiedes und Lehrers Michael Wehlt (1619–1667; ab 1647 arbeitete er als Schulmeister und Gemeindeschreiber) neu entdeckt, aus der hervorgeht, welche Leiden in der Zeit des Dreißigjährigen Krieges über die Dorfbevölkerung kamen. Michael Wehlt wurde 1619 geboren, ein Jahr also nach dem Ausbruch des Krieges. Die größte Leidenszeit bestand für Markersdorf ab 1631, so geht es aus der 900 Seiten starken Chronik hervor. Besonders die kaiserlichen Truppen des Freiherrn von Tiefenbach wüteten in dem Dorf. Viele Bauern wurden nach Görlitz zu Schanzarbeiten getrieben. Am 19. November 1642 wurde Markersdorf von 60 Reitern überfallen, den Bauern wurde das ausgedroschene Getreide geraubt.

### Napoleons Anwesenheit

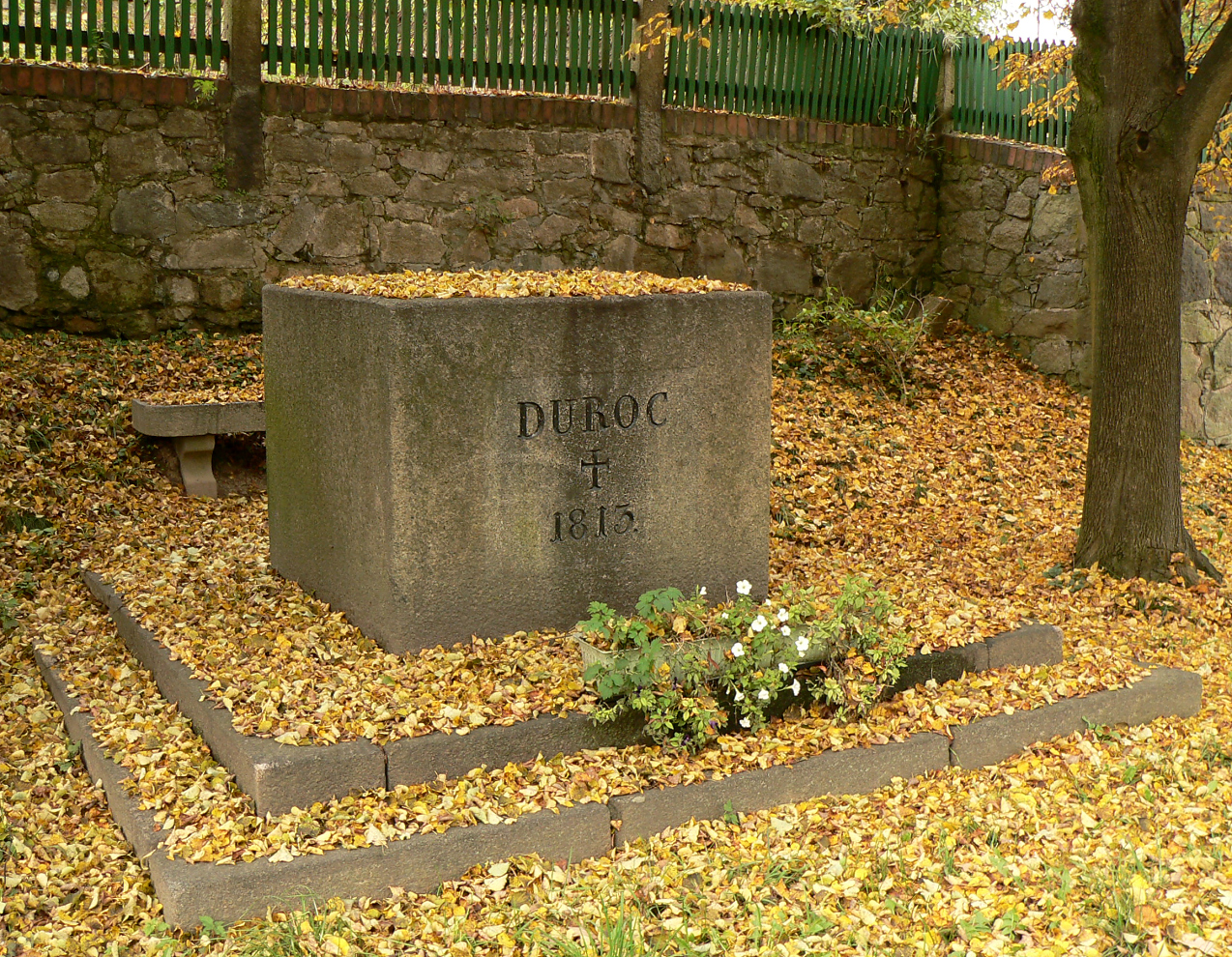
Denkmal für Marschall Géraud Christophe Michel Duroc in Markersdorf

Die Nähe der Stadt Görlitz brachte der Umgebung also nicht nur wirtschaftlichen Aufschwung, sondern auch viel Leid in Kriegszeiten. So wurde die Gemeinde während der Hussitenkriege, des Dreißigjährigen Krieges, des Siebenjährigen Krieges und des Befreiungskriegs in Mitleidenschaft gezogen. Markersdorf wird oft auch ‚Napoleonsdorf‘ genannt. In dem Dorf starb der in der Schlacht bei Bautzen verwundete Marschall Duroc.
Als Napoleon im November 1812 an der Beresina vernichtend geschlagen wurde, verließ er selbst die Reste seiner „Großen Armee“. In der Verkleidung als „Herzog von Vicenza“ kam er am 13. Dezember 1812 auch durch Markersdorf. Zwischen Holtendorf und Markersdorf soll er mit Mühe noch einigen Bauern entkommen sein, die beabsichtigten, den von ihnen erkannten Kaiser zu verprügeln. Diese Schilderung geht aus einem Bericht des Görlitzer Stadtchronisten Richard Jecht hervor. Der Schlitten des Kaisers war in einer Schlucht steckengeblieben und musste von ihnen ausgegraben werden. Es könnte sich um die Furt an der Kirchmühle und am Grundstück Jantke gehandelt haben, dort ist der Verlauf der „Hohen Straße“ heute noch nachweisbar. Damit hätten die Markersdorfer als erste von der Niederlage Napoleons in Russland erfahren. Seine geschlagene Armee kam bald nach. Das Jahr 1813 sollte sehr schlimm werden. Der sogenannte „Frühjahrsfeldzug“ dauerte von Februar bis Mai 1813. Die Franzosen wurden in Markersdorf von russischen Soldaten unter Eugen von Württemberg aufgehalten. An der „Brauerei“ gab es Rückzugsgefechte. Die russische Artillerie gab vom Hotherberg in Holtendorf einige Schüsse ab. Napoleon befand sich mit seinem Stab auf dem Bauerngut Hanspach (heute Familie Horschig) und beobachtete von dort aus die Nachhutgefechte an der Brauerei. Mitten in seine Gruppe schlug eine dieser Kugeln ein. General François Joseph Kirgener war sofort tot und wurde hier beerdigt, an dieser Stelle steht heute noch ein kleines Denkmal. Durch die gleiche Kugel verlor der französische General Bruyère beide Beine und starb in Görlitz, seine Grabstelle vermutet man auf dem Görlitzer Obermarkt. Gleichermaßen verlor General Duroc sein Leben. Im Totenregister von Markersdorf von 1813, Nr. 32,33 (Kirchturmknopfakten) ist dazu folgendes vermerkt: „Von der nemlichen Kugel wurde am 22. Mai, Sonnabends, in der 8. Stunde Abends der Kaiserl.Königl. französische und italien. Marechal Duroc, Herzog von Friaul, schwer blessiert und starb in der Nacht bei dem Klosterbauer Joh. Traugott Hanspach“: Der Gedenkstein für den General Duroc, 1834/1835 errichtet, gilt als französisches Territorium, und bis zu den Inflationsjahren erhielten der Bauer Hanspach sowie dessen Nachfahren von der französischen Regierung für dieses Gebiet eine Pachtgebühr. Als dann aber der Wert der Deutschen Reichsmark durch die Inflation stark gesunken war, verzichteten die Besitzer auf diese Einnahme, trotzdem gilt dieser Gedenkstein mit seinem Umfeld noch immer als Exterritorium Frankreichs. In den französischen Geschichtsbüchern hat das Bild dieses Granitwürfels nach der Jahrhundertwende Einzug gehalten.
So hat also Markersdorf mit Napoleon enge Beziehungen aufzuweisen wie selten ein Ort.
Wie die Gegend an den Lasten des Krieges zu leiden hatte, soll folgende Aufstellung verdeutlichen:
So lautete am 11. Dezember 1806 folgender Befehl -
„An Verpflegung hat das kaiserlich-französische Heer zu erhalten: ein General 10 Couvers (Gedecke), ein Oberst 4, ein Oberstleutnant 3, ein Major 2, jeder Offizier zum Frühstück eine Portion Caffee, zum Mittagessen Suppe, Fleisch mit Zugemüse, Braten, Dessert und 1 Flasche Wein. Unteroffiziere und Gemeine morgens Suppe oder 1 Pfd. Weißbrot, mittags 3/4 Pfd. Fleisch, Suppe, Zugemüse und eine Kanne Bier, abends Zugemüse.“¹
Gersdorf hatte besonders unter den Einquartierungen zu leiden:
6 Generale, 192 Stabsoffiziere, 283 Oberoffiziere, 8094 Unteroffiziere und Gemeine, 4703 Pferde mussten durch die Bevölkerung versorgt werden.
Außerdem musste das Dorf 683 Taler und das Rittergut 342 Taler zur Kontribution Blüchers zahlen. 19 Gersdorfer mussten am Krieg teilnehmen.
Die größten Belastungen aber hatte Markersdorf wegen seiner Lage an der „Hohen Straße“ zu tragen. Man kann einen Schaden von über 100 000 Talern beziffern. 35361 Mann und 19032 Pferde wurden einquartiert und mussten nach den oben genannten Forderungen versorgt werden. Außerdem wurden 97 Pferde, 24 Ochsen, 314 Kühe, 53 Schafe, 96 Kälber, 73 Schweine, 172 Ziegen, 604 Gänse und 590 Hühner beschlagnahmt.
Vorräte an Lebensmitteln und Kleidung wurden geraubt, 4 Häuser abgebrannt, durch eingeschleppte Krankheiten stieg die Sterblichkeit von etwa 50 Personen pro Jahr auf 106 im Jahr 1813.
Nach der Schlacht bei Bautzen am 22. Mai 1813 flohen viele Einwohner der Ortschaften in die umliegenden Wälder, um den Plünderungen durch französische Truppen zu entgehen. So ist in dem Anwesen des einstigen Widemutgärtners Gottfried Ebermann im Giebel des Hauses eine Gedenktafel mit einer Kanonenkugel eingesetzt. Auf ihr ist zu lesen: „Diese Garten Nahrung ist abgebrannt 1813 den 13ten May auf der Retirade durch eine Französische Granate. Erbauet 1814 - Gottfried Ebermann.“

### 19. und 20. Jahrhundert
Markersdorf blieb über die Historie ein Gutsdorf, teils mit verschiedenen Besitzern. Ende des 19. Jahrhunderts war das Gut noch 63 ha groß, davon etwa 11 ha Waldbesitz, und verpachtet, an H. R. Adam. Eigentliche Eigentümer waren Vertreter der nobilitierten Familie von Geißler, welche in der Region mehrere Güter besaß. Besitzer war drei Geschwister von Geißler. Und zwar Marie von Hake, geb. von Geißler, Ehefrau des Erbschenken der Kurmark, Kurt von Hake, kgl. preuß. Oberst a. D. Als weiterer Inhaber und Bevollmächtigter trat ihr Bruder in Erscheinung, der Generalleutnant Heinrich von Geißler, Gutsherr auf Leopoldshain, östlich von Görlitz gelegen. Mit ihnen Besitzerin von Gut Nieder-Markersdorf, so die damalige Ortsnamensführung, war die ledige Elwine von Geißler (1835–1891). Es folgte indirekt die Generalstochter Marie-Margit (1874–1941), respektive deren erster Ehemann, der Leutnant a. D. und Manager Karl (Carl) von Viebahn (1868–1901). Der zweite Ehemann Dr. phil. Victor von Woikowsky-Biedau, preuß. Ober-Regierungsrat und Komponist, wohnte in Leopoldshain.

## Politik

### Gemeinderat
Seit der Gemeinderatswahl am 9. Juni 2024 verteilen sich die 15 Sitze des Gemeinderates folgendermaßen auf die einzelnen Gruppierungen:
- Pro Markersdorf (PM): 4 Sitze (− 1)
- CDU: 2 Sitze (± 0)
- AfD: 2 Sitze (+2)
- Neue Wählerinitiative Holtendorf (NWI): 1 Sitz (− 1)
- Wählervereinigung Friedersdorf (WVF): 1 Sitz (− 1)
- Wählerinitiative Gersdorf 94 (G94): 1 Sitz (+ 1)
- Wählerinitiative Jauernick-Buschbach (WJB): 1 Sitz (− 1)
- Seniorenverein Pfaffendorf (SVP): 1 Sitz (± 0)
- BSW: 1 Sitz (+ 1)
- Wählervereinigung Kühnel und Hempel für Markersdorf (KüHe): 1 Sitz (+ 1)

| Gemeinderat ab 2024Insgesamt 14 Sitze - BSW: 1 - PM: 4 - WVF: 1 - G94: 1 - SVP: 0 - WJB: 1 - KüHe: 1 - NWI: 1 - CDU: 2 - AfD: 2 Die AfD kann einen Sitz nicht besetzen. Der Gemeinderat verkleinert sich entsprechend. | Liste | 2024   | 2024   | 2019   | 2019   | 2014   | 2014   |
| Gemeinderat ab 2024Insgesamt 14 Sitze - BSW: 1 - PM: 4 - WVF: 1 - G94: 1 - SVP: 0 - WJB: 1 - KüHe: 1 - NWI: 1 - CDU: 2 - AfD: 2 Die AfD kann einen Sitz nicht besetzen. Der Gemeinderat verkleinert sich entsprechend. | Liste | Sitze  | in %   | Sitze  | in %   | Sitze  | in %   |
| Gemeinderat ab 2024Insgesamt 14 Sitze - BSW: 1 - PM: 4 - WVF: 1 - G94: 1 - SVP: 0 - WJB: 1 - KüHe: 1 - NWI: 1 - CDU: 2 - AfD: 2 Die AfD kann einen Sitz nicht besetzen. Der Gemeinderat verkleinert sich entsprechend. | Pro Markersdorf | 4      | 25,4   | 5      | 25,8   | 2      | 13,9   |
| Gemeinderat ab 2024Insgesamt 14 Sitze - BSW: 1 - PM: 4 - WVF: 1 - G94: 1 - SVP: 0 - WJB: 1 - KüHe: 1 - NWI: 1 - CDU: 2 - AfD: 2 Die AfD kann einen Sitz nicht besetzen. Der Gemeinderat verkleinert sich entsprechend. | AfD | 2      | 21,3   | –      | –      | –      | –      |
| Gemeinderat ab 2024Insgesamt 14 Sitze - BSW: 1 - PM: 4 - WVF: 1 - G94: 1 - SVP: 0 - WJB: 1 - KüHe: 1 - NWI: 1 - CDU: 2 - AfD: 2 Die AfD kann einen Sitz nicht besetzen. Der Gemeinderat verkleinert sich entsprechend. | CDU | 2      | 10,4   | 2      | 11,6   | 4      | 23,4   |
| Gemeinderat ab 2024Insgesamt 14 Sitze - BSW: 1 - PM: 4 - WVF: 1 - G94: 1 - SVP: 0 - WJB: 1 - KüHe: 1 - NWI: 1 - CDU: 2 - AfD: 2 Die AfD kann einen Sitz nicht besetzen. Der Gemeinderat verkleinert sich entsprechend. | Wählervereinigung Friedersdorf | 1      | 8,8    | 2      | 13,5   | 3      | 15,6   |
| Gemeinderat ab 2024Insgesamt 14 Sitze - BSW: 1 - PM: 4 - WVF: 1 - G94: 1 - SVP: 0 - WJB: 1 - KüHe: 1 - NWI: 1 - CDU: 2 - AfD: 2 Die AfD kann einen Sitz nicht besetzen. Der Gemeinderat verkleinert sich entsprechend. | BSW | 1      | 8,1    | –      | –      | –      | –      |
| Gemeinderat ab 2024Insgesamt 14 Sitze - BSW: 1 - PM: 4 - WVF: 1 - G94: 1 - SVP: 0 - WJB: 1 - KüHe: 1 - NWI: 1 - CDU: 2 - AfD: 2 Die AfD kann einen Sitz nicht besetzen. Der Gemeinderat verkleinert sich entsprechend. | Wählerinitiative Gersdorf 94 | 1      | 6,8    | –      | –      | 1      | 9,7    |
| Gemeinderat ab 2024Insgesamt 14 Sitze - BSW: 1 - PM: 4 - WVF: 1 - G94: 1 - SVP: 0 - WJB: 1 - KüHe: 1 - NWI: 1 - CDU: 2 - AfD: 2 Die AfD kann einen Sitz nicht besetzen. Der Gemeinderat verkleinert sich entsprechend. | Seniorenverein Pfaffendorf | 1      | 5,9    | 1      | 9,6    | 1      | 6,0    |
| Gemeinderat ab 2024Insgesamt 14 Sitze - BSW: 1 - PM: 4 - WVF: 1 - G94: 1 - SVP: 0 - WJB: 1 - KüHe: 1 - NWI: 1 - CDU: 2 - AfD: 2 Die AfD kann einen Sitz nicht besetzen. Der Gemeinderat verkleinert sich entsprechend. | Wählerinitiative Jauernick-Buschbach | 1      | 5,1    | –      | –      | 1      | 5,4    |
| Gemeinderat ab 2024Insgesamt 14 Sitze - BSW: 1 - PM: 4 - WVF: 1 - G94: 1 - SVP: 0 - WJB: 1 - KüHe: 1 - NWI: 1 - CDU: 2 - AfD: 2 Die AfD kann einen Sitz nicht besetzen. Der Gemeinderat verkleinert sich entsprechend. | Wählervereinigung Kühnel und Hempel für Markersdorf | 1      | 4,4    | –      | –      | –      | –      |
| Gemeinderat ab 2024Insgesamt 14 Sitze - BSW: 1 - PM: 4 - WVF: 1 - G94: 1 - SVP: 0 - WJB: 1 - KüHe: 1 - NWI: 1 - CDU: 2 - AfD: 2 Die AfD kann einen Sitz nicht besetzen. Der Gemeinderat verkleinert sich entsprechend. | Neue Wählerinitiative Holtendorf | 1      | 3,7    | 2      | 10,5   | 1      | 7,1    |
| Gemeinderat ab 2024Insgesamt 14 Sitze - BSW: 1 - PM: 4 - WVF: 1 - G94: 1 - SVP: 0 - WJB: 1 - KüHe: 1 - NWI: 1 - CDU: 2 - AfD: 2 Die AfD kann einen Sitz nicht besetzen. Der Gemeinderat verkleinert sich entsprechend. | Liste „starkes Markersdorf“ | –      | –      | 1      | 8,6    | 2      | 12,7   |
| Gemeinderat ab 2024Insgesamt 14 Sitze - BSW: 1 - PM: 4 - WVF: 1 - G94: 1 - SVP: 0 - WJB: 1 - KüHe: 1 - NWI: 1 - CDU: 2 - AfD: 2 Die AfD kann einen Sitz nicht besetzen. Der Gemeinderat verkleinert sich entsprechend. | Wi | –      | –      | 1      | 7,2    | –      | –      |
| Gemeinderat ab 2024Insgesamt 14 Sitze - BSW: 1 - PM: 4 - WVF: 1 - G94: 1 - SVP: 0 - WJB: 1 - KüHe: 1 - NWI: 1 - CDU: 2 - AfD: 2 Die AfD kann einen Sitz nicht besetzen. Der Gemeinderat verkleinert sich entsprechend. | WI | –      | –      | 1      | 6,1    | –      | –      |
| Gemeinderat ab 2024Insgesamt 14 Sitze - BSW: 1 - PM: 4 - WVF: 1 - G94: 1 - SVP: 0 - WJB: 1 - KüHe: 1 - NWI: 1 - CDU: 2 - AfD: 2 Die AfD kann einen Sitz nicht besetzen. Der Gemeinderat verkleinert sich entsprechend. | Linke | –      | –      | 1      | 7,1    | 1      | 6,3    |
| Gemeinderat ab 2024Insgesamt 14 Sitze - BSW: 1 - PM: 4 - WVF: 1 - G94: 1 - SVP: 0 - WJB: 1 - KüHe: 1 - NWI: 1 - CDU: 2 - AfD: 2 Die AfD kann einen Sitz nicht besetzen. Der Gemeinderat verkleinert sich entsprechend. | Wahlbeteiligung | 81,5 % | 81,5 % | 76,2 % | 76,2 % | 61,6 % | 61,6 % |
| Gemeinderat ab 2024Insgesamt 14 Sitze - BSW: 1 - PM: 4 - WVF: 1 - G94: 1 - SVP: 0 - WJB: 1 - KüHe: 1 - NWI: 1 - CDU: 2 - AfD: 2 Die AfD kann einen Sitz nicht besetzen. Der Gemeinderat verkleinert sich entsprechend. | Wahrscheinlich stehen Wi und WI für „Gersdorf 94“ und Jauernick-Buschbach. Eine eindeutige Zuordnung ist mit den Zahlen des Stat. Landesamtes nicht möglich. |        |        |        |        |        |        |

### Bürgermeister
Bürgermeister ist seit 2022 Silvio Renger (Pro Markersdorf).
| Wahl | Bürgermeister | Vorschlag       | Wahlergebnis (in %) |
| ---- | ------------- | --------------- | ------------------- |
| 2022 | Silvio Renger | Pro Markersdorf | 62,5                |
| 2015 | Thomas Knack  | Knack           | 60,6                |
| 2008 | Thomas Knack  | Knack           | 71,9                |
| 2001 | Thomas Knack  | WV Friedersdorf | 37,9                |

## Sehenswürdigkeiten

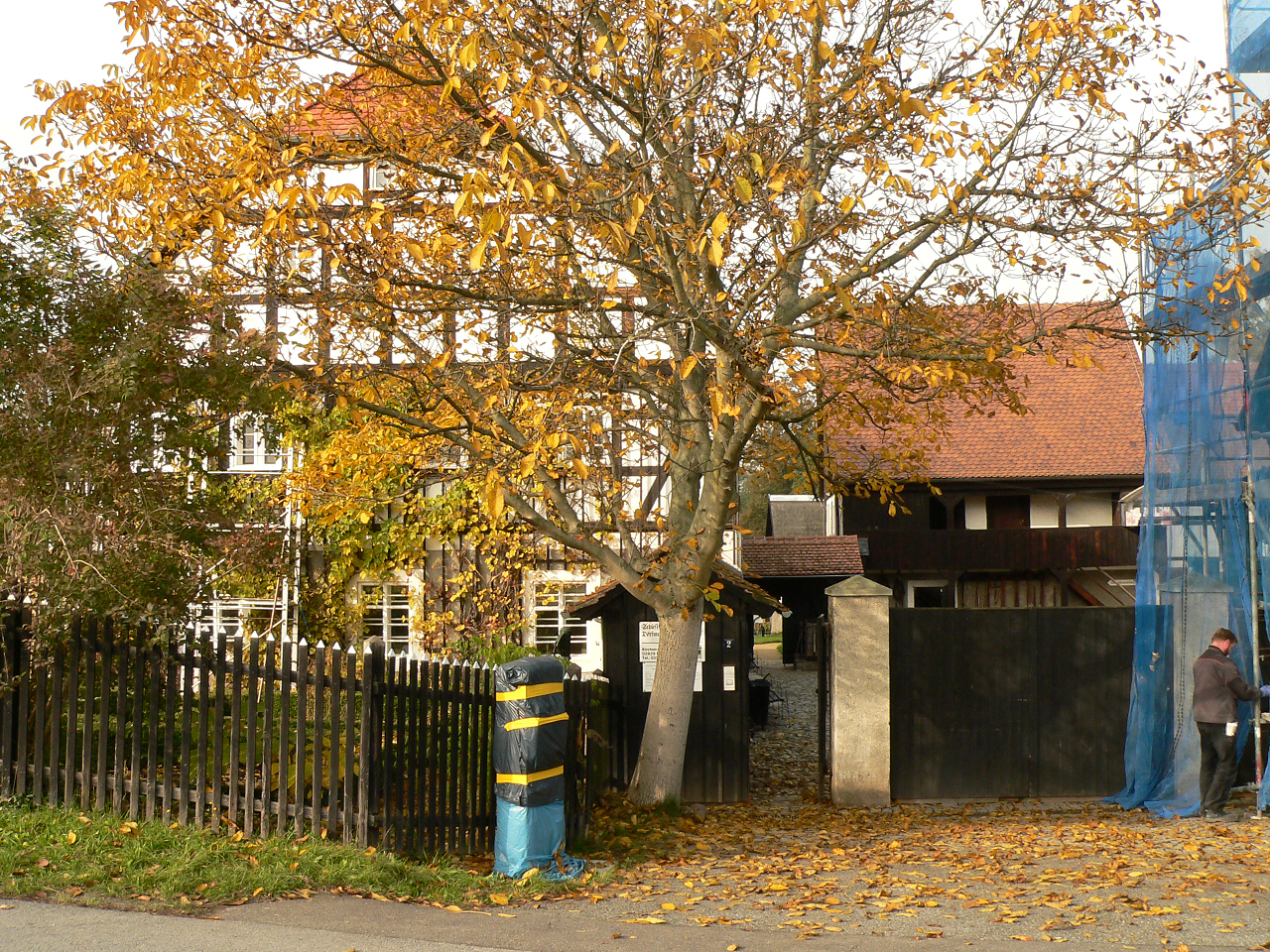
Schlesisch-Oberlausitzer Dorfmuseum Markersdorf

Die Kulturdenkmale sind in der Liste der Kulturdenkmale in Markersdorf (Sachsen) erfasst.
- Schlesisch-Oberlausitzer Dorfmuseum Markersdorf
- Marschall Duroc-Denkmal
- Ruine der Barbarakapelle von 1250
- Markersdorfer Kirche von 1455
- katholische Kirche St. Wenzeslaus in Jauernick-Buschbach
- Restauriertes Fachwerkhaus in Friedersdorf

## Schulen
In Markersdorf befindet sich eine Grundschule mit Ganztagsangebot, die im Schuljahr 2006/2007 aus der ehemalige Mittelschule Markersdorf hervorgegangen ist. Die Umwandlung von einer Mittelschule in eine Grundschule ist eine Reaktion auf die rückläufigen Schülerzahlen in der Gemeinde.

## Persönlichkeiten

### Söhne und Töchter der Gemeinde
- Michael Wehlt (1619–1667), Chronist und Gemeindeschreiber von Gersdorf
- Heinz Bielka (1929–2020), Biologe, geboren im Ortsteil Gersdorf
- Christfried Schmidt (1932–2025), Komponist und Arrangeur
- Gerd Antos (* 1949), Professor für Germanistische Sprachwissenschaft

### Weitere Persönlichkeiten
- Benjamin Ferdinand Herrmann (1757–1837), Pfarrer in Markersdorf von 1804 bis 1837.
- François Joseph Kirgener (1766–1813), war ein französischer Général de division.
- Jean Pierre Joseph Bruguière (1772–1813), war ein französischer Général de division.
- Géraud Christophe Michel Duroc (1772–1813), war ein französischer Général de division, Napoleons Adjutant und einer seiner engsten Vertrauten.
- Hajo Exner (* 1967), Politiker (AfD), Mitglied des Gemeinderats von Markersdorf

## Verkehr
Die Bundesstraße 6 und die Bahnstrecke Dresden–Görlitz verlaufen durch die Gemeinde. Nördlich von ihr verläuft die Bundesautobahn 4, die über die Anschlussstelle Görlitz zu erreichen ist.
In Markersdorf befindet sich eine Funkmessstelle der Bundesnetzagentur.